# 韓國—泰國關係
韓泰關係（：／*/?）是泰王國和大韓民國之間的雙邊關係。兩國於1958年10月1日建交。

## 历史概况
韩泰关系可追溯至1950年—1953年的韓戰，當時泰國作為韓戰參戰國、兵援尚未與之建交的韓國，並因此在韓國境內的聯合國軍統帥部設置代表團。泰國也是僅次於美國的第二個派遣軍隊支援韓國的國家。泰國总共派出了總數超過10,000人的军队支援韩国。在此战争期间，泰军有137人死亡、300多人负伤。
1958年10月1日，兩國邦交建立，當天两国即共同發表聲明，宣布互設使館，1960年，韓國在曼谷开设大使馆，並由劉載興出任第一任駐泰大使。1961年1月6日，泰國在韩国建立大使馆。
泰國工業部報告稱，2017年泰國和韓國的貿易額达到117億美元。截至2020年，已有400家韓國公司在泰國投資，泰國與韓國之間的貿易額每年約為150億美元（4700億泰銖）。

## 文化關係
2015年以來，韓國流行樂隊和電視劇在泰國的人氣飆升，以至於“韓流”被創造來解釋這一現象。K-pop尤其影響了泰國人对于韩国美食、時尚和對整容手術的興趣。

## 外部連結
- 维基共享资源上的相關多媒體資源：韓國—泰國關係